# Таллэкс
Произво́дственное объедине́ние «Та́ллэкс» (до 1975 года Та́ллинский экскава́торный заво́д) — машиностроительное предприятие, располагавшееся в Эстонской ССР, основной продукцией которого являлись цепные траншейные экскаваторы для прокладки кабельных линий, нефте- и газопроводов, и экскаваторы-дреноукладчики для мелиоративных работ. «Таллэкс» был одним из немногих предприятий в СССР, разрабатывавшим и производившим такие машины, а с конца 1960-х годов — самым крупным. В системе СЭВ «Таллэкс» являлся головным производителем продукции этого вида и единственным производителем дреноукладчиков для организации закрытого дренажа в зонах осушения. Здесь изготавливался каждый второй выпускавшийся в стране траншейный экскаватор, а в отдельные годы — два из трёх. В доле мирового производства траншейных экскаваторов продукция «Таллэкса» составляла около четверти. Значительная часть машин (около 20 %) шла на экспорт.
Производственное объединение включало в себя головное предприятие, расположенное в Таллине, и три филиала в городах Мыйзакюла, Пайде и Вильянди. Таллинский завод выпускал преимущественно экскаваторы-дреноукладчики на оригинальном шасси (модели ЭТН-171, ЭТЦ-202 с модификациями и другие), завод в Мыйзакюла производил навесные цепные траншейные экскаваторы на базе пневмоколёсных тракторов «Беларусь» (ЭТЦ-161, ЭТЦ-165 и другие). Пайдеский завод, выпускавший до середины 1960-х годов автогрейдеры (Д-512 и другие), впоследствии производил, также как и завод в Вильянди, комплектующие для головного предприятия. В начале 1980-х годов на Таллинском заводе было освоено производство мощных цепных траншейных экскаваторов на базе трактора Т-130МГ-1 (модельный ряд ЭТЦ-208), способных работать на вечномёрзлых грунтах в условиях Крайнего Севера.
В самом конце 1980-х годов произошло резкое снижение производства на предприятии. После восстановления независимости Эстонии «Таллэкс», вслед за рядом судебных разбирательств, был приватизирован фирмой AS Eesti Talleks и вскоре прекратил существование как крупное машиностроительное предприятие. Созданные на его базе отдельные фирмы продолжают производство в значительно сократившемся объёме. Производство траншейных экскаваторов сохранилось лишь в Мыйзакюла, где продолжается выпуск навесных агрегатов на колёсные тракторы (ЭТЦ-1607-1).

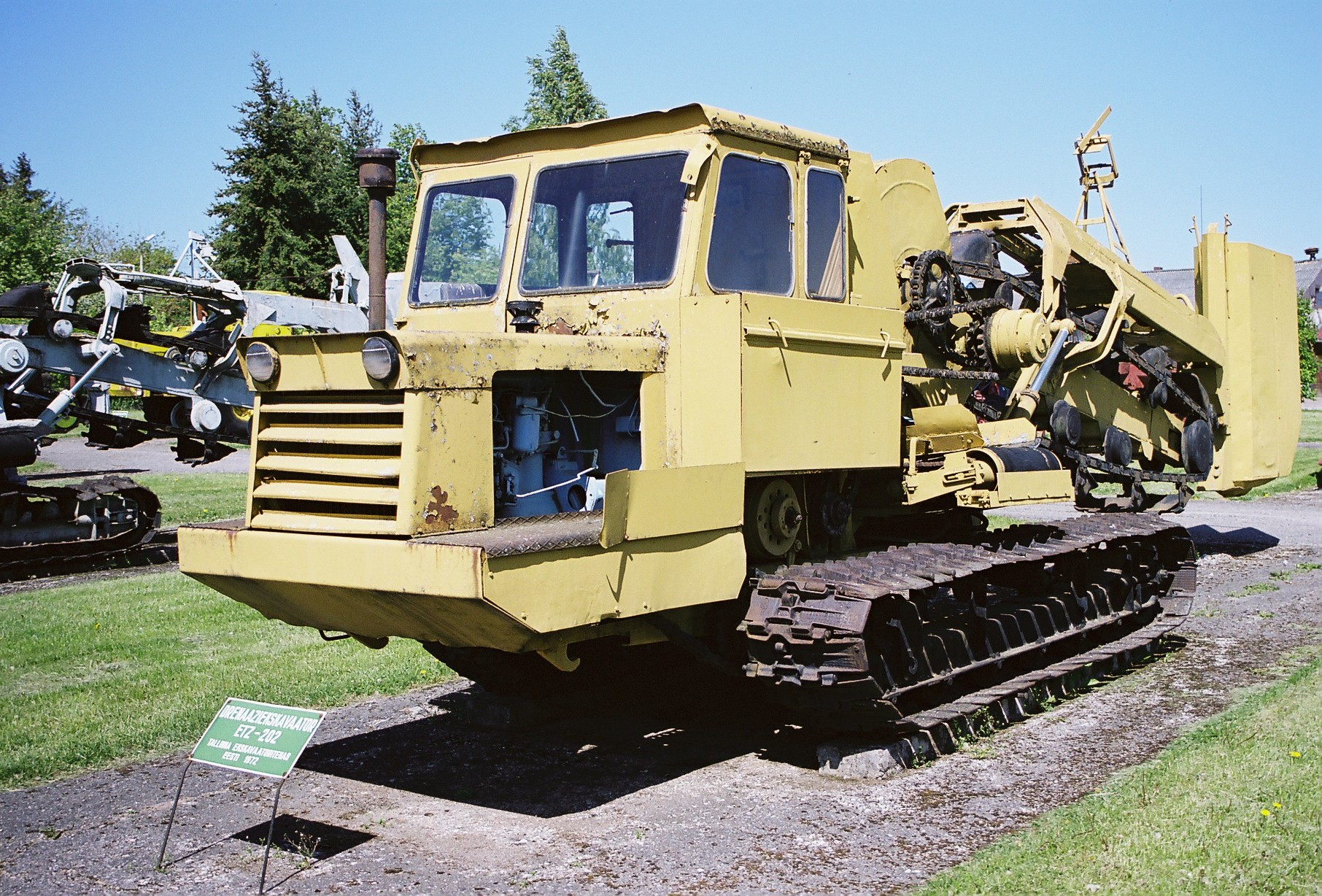
Экскаватор-дреноукладчик ЭТЦ-202 производства 1972 года в Эстонском сельскохозяйственном музее.

## История

### Первые годы
История предприятия началась осенью 1944 года, когда постановлением Совета народных комиссаров № 1228 было принято решение построить в Таллине завод по капитальному ремонту тракторов, двигателей и изготовлению запасных частей. 24 ноября того же года участок по адресу Мустамяэ теэ, 6 (в то время имевший адрес Кадака теэ, 4) был передан от Наркомата машиностроения, легкой и местной промышленности в распоряжение Наркомата сельского хозяйства (позднее министерства) ЭССР. На участке располагались недостроенные здания производственных корпусов Rahvamööbel (с эст. — «Народная мебель»), возведение которых началось в 1940 году, но не было завершено в связи с войной. Строительство завода на этом участке противоречило планам застройки района, и главный архитектор города В. Типпель обратился к руководству завода с предложением построить новый завод в Ласнамяэ. Однако решение о месте строительства не было изменено. Строительство предприятия началось в августе 1945 года, подрядчиком выступил Стройтрест № 1 Стройуправления № 1. Предприятие получило название Таллинский мотороремонтный завод, его первым директором стал Эрнст Ууккиви (эст. Ernst Uukkivi). В состав предприятия должны были входить ремонтный, механический и инструментальный цеха.
К февралю 1947 года были построены стены литейного цеха, гаража и складов, размещавшихся в двух зданиях площадью по 750 м² каждое. В этом же году предприятие выпустило первую продукцию — запасные части к дизельным электростанциям, подшипники для расточных станков, зубчатые колёса для тракторов. Были отремонтированы первые 54 двигателя. В дальнейшем задачи завода входил ремонт сельскохозяйственной техники, тракторов, двигателей, мотоблоков, изготовление запасных частей для машинно-тракторных станций и машинных товариществ.
Завод постепенно расширялся. В сентябре 1948 года к его территории был добавлен участок на углу Палдиского шоссе и Мустамяэ теэ (в то время Кадака теэ). Постановление Совета министров СССР от 1 февраля 1951 года предусматривало реорганизацию завода в Таллинский ремонтный завод. Переименование произошло 29 декабря 1951 года согласно распоряжению № 20-775 Министерства сельского хозяйства ЭССР, в подчинении которого завод находился. На реорганизованном предприятии предусматривалось наличие заводского клуба, детского сада и ясель. К середине 1950-х годов были построены дома для работников завода, общежитие и детский сад, перестроены конструкторское бюро, столовая и медпункт. Строительство велось силами строительной группы, созданной на заводе в 1953 году. В эти годы предприятие занималось капитальным ремонтом тракторов, комбайнов, грузовых машин ЗИС-5 и ГАЗ-АА, стационарных двигателей для машинно-тракторных станций, изготовлением инструментов, насосов, токарных и расточных станков, подшипников и т. п.
В это же время продолжал работу Автотрактороремонтный завод № 1, располагавшийся по адресу Мустамяэ теэ 18А (тогда Кадака теэ, 6). Заводы находились вблизи друг от друга и порой считались единым предприятием. В 1952 году коллектив Автотрактороремонтного завода едва превышал 50 человек, завод находился в подчинении Министерства совхозов. В его состав входили монтажный, моторный и механический цеха, кузница, мастерские, склады, гараж и административное здание. Все здания были одноэтажными. Завод занимался ремонтом тракторов и автомобилей, но к середине 1950-х годов предприятие не было в достаточной мере обеспечено плановыми работами (возможно, из-за своих малых размеров) и выполняло преимущественно случайные заказы. Завод выпускал сеноволокуши, каркасы клеток для звероводства, ёмкости и другие сельскохозяйственные приспособления.
Начиная с 1953 года в СССР стали уделять повышенное внимание сельскому хозяйству, и возникла потребность в осушении пригодных для ведения сельского хозяйства земель. Весной 1956 года, согласно постановлению Совета министров СССР № 663, началось слияние Таллинского ремонтного завода и Автотрактороремонтного завода № 1. Решением № 137 Министерства строительного, дорожного и коммунального машиностроения СССР от 24 мая 1956 года заводы были переданы в подчинение этого министерства, и 12 июня 1956 года на их базе был создан Таллинский экскаваторный завод (эст. Tallinna ekskavaatoritehas, сокращённо TET).

### Таллинский экскаваторный завод

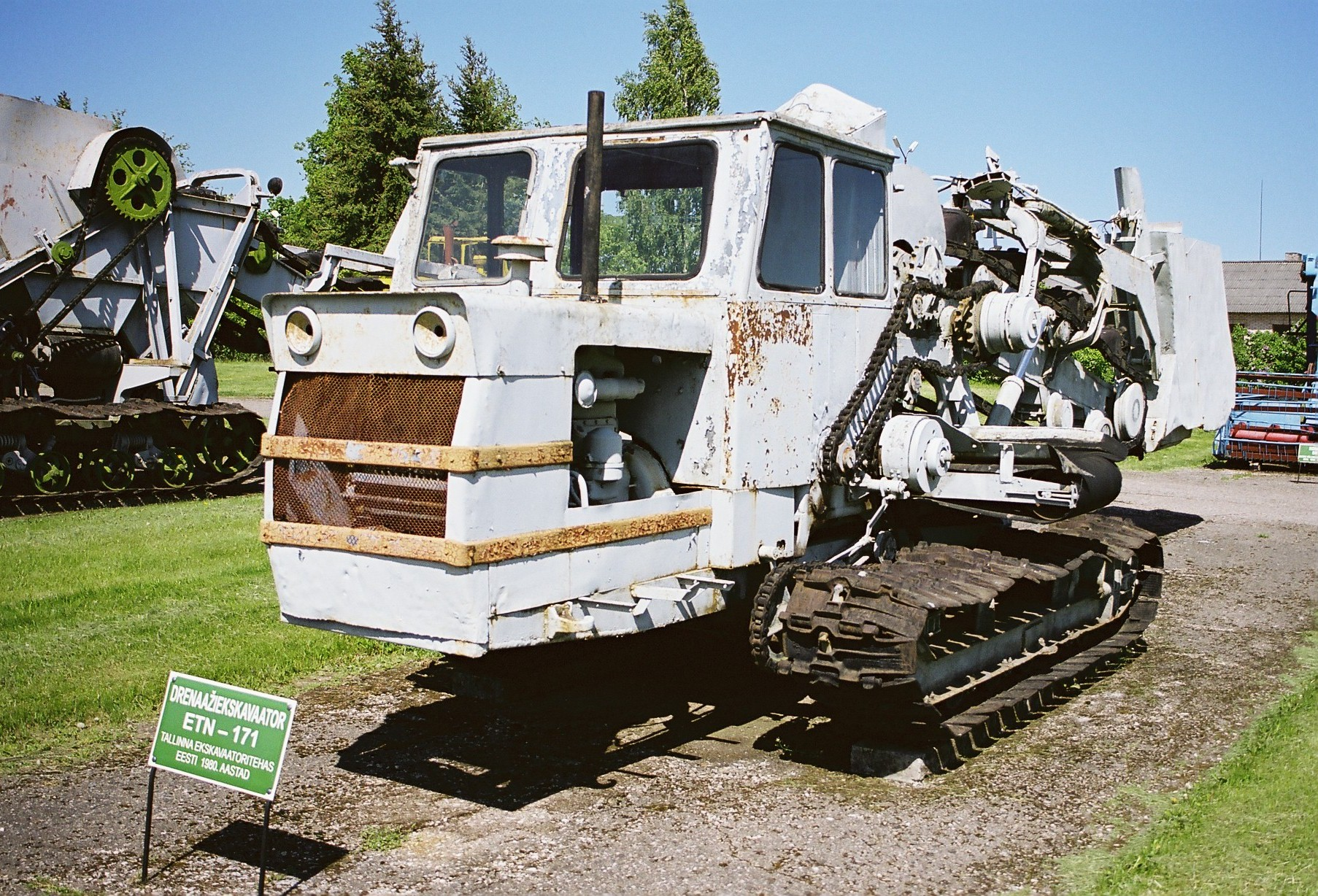
Экскаватор-дреноукладчик ЭТН-171 в Эстонском сельскохозяйственном музее.

Реорганизованный завод начал подготовку к производству многоковшовых экскаваторов для дренажных мелиоративных работ. В этом же году были изготовлены первые экскаваторы-дреноукладчики ЭТН-142, производство которых было передано с киевского завода «Красный экскаватор». Экскаватор изготавливался на базе гусеничного трактора ДТ-54: рама трактора разрезалась пополам и удлинялась, на неё монтировались механизмы экскаватора. С завода «Красный экскаватор» также было передано производство цепного траншейного экскаватора ЭТН-122 на базе колесного трактора МТЗ-2 «Беларусь». Доработанная модель этого экскаватора начала выпускаться (на базе трактора МТЗ-5) с 1959 года под индексом ЭТН-123. В последующие несколько лет на смену ЭТН-142 конструкторским отделом завода под руководством Э. Соонвальда была разработана более совершенная модель ЭТН-171 на оригинальном шасси. Её выпуск которой начался в 1960 году; этот экскаватор стал основой для последующих моделей, выпускавшихся предприятием.
В процессе усовершенствования конструкции экскаваторов-дреноукладчиков на базе ЭТН-171 была создана модель ЭТЦ-181, отличавшаяся большей простотой, более высокой производительностью и надёжностью по сравнению с ЭТН-171. Одним из её главных достоинств была замена механического переключения рабочих скоростей на гидравлическое, что позволило плавно регулировать рабочую скорость, выбирая оптимальный темп продвижения. Испытательная серия была изготовлена в 1963 году. В процессе дальнейшего усовершенствования модель получила индекс ЭТЦ-202, серийное производство началось в 1967 году. Эти экскаваторы производились, с некоторыми модернизациями конструкции, до конца советского периода. В 1972 году выпущена улучшенная модель ЭТЦ-202А, способная укладывать как керамические, так и пластмассовые дренажные трубки. Производство этой модели составляло до 25 % всего мирового выпуска многоковшовых экскаваторов-дреноукладчиков.
Во второй половине 1950-х годов на заводе работало около 550 человек. Поставщиком инженерных кадров для завода стал Таллинский политехнический институт, выпускниками которого были большинство директоров предприятия (включая долговременного директора Энделя Инноса и последнего директора Пауля Трейера), конструкторов, инженеров, технологов и др.
В 1960 году завод был объединен с Вильяндиским механическим заводом, в 1961 году с Мыйзакюласким механическим заводом, а в 1962 году — с Пайдеским машиностроительным заводом, выпускавшим автогрейдеры (до 1966 года).
В 1961 году в Мыйзакюла началось производство экскаватора ЭТН-124 (дальнейшее развитие модели ЭТН-123) на базе трактора МТЗ-5ЛС/МС. Эти экскаваторы, в отличие от прежних моделей, уже оснащались закрытой кабиной. Глубина копания составляла 1,2 метра. В 1964 году завод в Мыйзакюла приступил к производству цепного траншейного экскаватора ЭТЦ-161 на базе трактора МТЗ-50; благодаря более мощному двигателю глубина копания повысилась до 1,6 метра. Производство этой модели продолжалось до 1978 года. К тому времени (с 1975 года) на базе трактора МТЗ-82 уже было начато производство модели ЭТЦ-165, которая могла применяться в том числе на мёрзлых грунтах. От ЭТЦ-165 унаследованы основные черты до сих пор выпускаемых в России навесных агрегатов для траншеекопателей.
В первой половине 1960-х годов быстро росла номенклатура изделий, разработанных конструкторами предприятия: были созданы модели, унифицированные с базовым экскаватором-дреноукдалчиком ЭТЦ-202: общестроительный цепной траншейный экскаватор ЭТЦ-201 (представлял собой ЭТЦ-202 без трубоукладчика и без автоматики для выдерживания наклона траншеи), опытная модель на колёсной базе ЭТЦ-203, экскаватор с повышенной глубиной копания ЭТЦ-251. Кроме экскаваторов, предприятием выпускались погрузчик-бульдозер Д-442 (на таллинском заводе) и автогрейдеры В-10, Д-512 (на пайдеском заводе).
В середине 1960-х годов, в связи с ростом объёмов мелиоративных работ и ростом потребности в технике для прокладки нефте- и газопроводов в Западной Сибири, возрос спрос на траншейные экскаваторы и экскаваторы-дреноукладчики. Предприятие было одним из немногих в СССР и СЭВ, серийно производивших данную технику, поэтому годовые производственные планы стали быстро расти. Для увеличения объёмов производства в 1966 году была сокращена номенклатура производимой техники, чтобы освободить производственные мощности. Производство автогрейдеров Д-512 в пайдеском филиале было прекращено, в дальнейшем он занимался производством комплектующих для таллинского предприятия. Одновременно был прекращён выпуск погрузчиков-бульдозеров Д-442 на таллинском заводе, и предприятие сосредоточилось на выпуске экскаваторов. В результате производство экскаваторов-дреноукладчиков увеличилось более чем в два раза за 10 лет: в 1966 году предприятие изготовило 700 дреноукладчиков, а в 1976 году уже 1570. Производство пневмоколёсных траншейных экскаваторов за тот же срок выросло с 300 до 651 экземпляра в год.
В 1967 году в честь 50-летнего юбилея Октябрьской революции завод получил название «Таллинский экскаваторный завод имени 50-летия СССР».
Постоянно рос экспорт продукции: за рубеж шла каждая шестая-седьмая машина, к 1970 году продукция экспортировалась в 24 страны.
С 1970-х годов предприятие начало производить товары широкого потребления.

### Производственное объединение «Таллэкс»
В 1975 году на базе Таллинского экскаваторного завода было образовано производственное объединение «Таллэкс». К тому времени количество работников предприятия составляло приблизительно 1700 человек, из которых 1200 работали на таллинском предприятии. Головным предприятием объединения оставался Таллинский экскаваторный завод. В 1976 году предприятие было награждено Орденом Трудового Красного Знамени, получив тем самым полное название «Таллинское ордена Трудового Красного Знамени производственное объединение „Таллэкс“ имени 50-летия СССР». К началу 1980-х годов объединение изготавливало более половины из общего числа экскаваторов непрерывного действия, производившихся в СССР, и около четверти производимых в мире траншейных экскаваторов. Возросла доля экспорта: в начале 1980-х годов за рубеж отправлялось около 20 % производимой техники; техника экспортировалась более чем в 40 стран, предприятие имело представительства в 5 странах. Объединение организовывало ежегодные курсы, на которые приглашались механизаторы со стороны предприятий-пользователей продукции объединения.
Во второй половине 1970-х годов в связи с разработкой нефтяных и газовых месторождений Крайнего Севера в СССР увеличилась потребность в траншейных экскаваторах, способных работать с мёрзлыми и особо прочными грунтами. В середине 1970-х годов ленинградским СКБ «ВНИИземмаш» совместно со специалистами «Таллэкса» был разработан ряд унифицированных моделей мощных цепных траншейных экскаваторов на базе трактора Т-130МГ-1 Челябинского тракторного завода. Производство экскаватора-дреноукладчика для районов с сезонным промерзанием грунта ЭТЦ-206 было начато на «Таллэксе» в 1979 году. Поскольку на «Таллэксе» отсутствовали необходимые производственные площади и оборудование, производство экскаваторов унифицированных моделей ЭТЦ-208 было временно передано на Харьковский экскаваторный завод. На таллинском заводе началось строительство нового монтажного цеха рядом со старым цехом и установка нового оборудования. Вскоре производство было возвращено в Таллин, и с начала 1980-х годов было развёрнуто производство нескольких вариантов экскаватора ЭТЦ-208 (широкотраншейных и узкотраншейных). Ко второй половине 1980-х годов производство экскаваторов этой серии составляло почти 300 машин в год, или около 15 % всех машин, выпускаемых заводом.
В 1983 году начался выпуск второй модификации экскаватора-дреноукладчика ЭТЦ-202. Новая версия получила индекс ЭТЦ-202Б, её выпуск продолжался до 1989 года. В 1988 году начался выпуск последней версии дреноукладчика, ЭТЦ-2011.
В 1984 году предприятием был выпущен 40-тысячный экскаватор. К этому времени 90 % земли в СССР, на которых осуществлялись дренажные работы, обслуживались экскаваторами-дреноукладчиками «Таллэкса», в ЭССР площадь мелиорируемых земель составляла 600 тысяч гектаров.
В 1985 году была проведена работа по усовершенствованию экскаватора ЭТЦ-165, выпускавшегося мыйзакюласким филиалом, и унификации его с дреноукладчиком ЭТЦ-202А, который выпускался головным предприятием. Модернизированная модель под индексом ЭТЦ-165А производилась в Мыйзакюла до 1989 года, когда ей на смену пришла следующая модификация, получившая индекс ЭТЦ-1607.
В 1980-х годах была предпринята попытка начать производство мини-тракторов для нужд малых хозяйств по образцу производившейся в Чехословакии модели TZ-4K-14. Была изготовлена небольшая опытная партия машин под индексом MA-6210 (сокращение означало Motoagregaat), однако распад СССР не позволил довести дело до серийного производства.
В июле 1989 года, вместе с реорганизацией Минстройдормаша, в подчинении которого находилось предприятие, ПО «Таллэкс» было передано в подчинение Министерства тяжелого машиностроения.
В начале 1980-х годов по инициативе директора П. Трейера (сменившего на этом посту Э. Инноса) было начато строительство нового административно-инженерного корпуса. Корпус строился из красного кирпича, а потому получил неофициальное название «Красное здание» (эст. Punane maja). Проект менялся по ходу строительства, которое шло медленными темпами — препятствиями были, в частности, нехватка материалов и квалифицированных строителей. Новое здание с современной отделкой было готово и торжественно открыто в мае 1991 года и сразу стало предметом гордости предприятия. В корпусе располагались помещения дирекции, секретариат, отдел внешней торговли, отделы главного инженера и главного конструктора, другие службы и отделы, а также зал и кафе. Однако вскоре последовала приватизация предприятия, в результате которого здание сменило хозяев.

### Приватизация и распад предприятия
В связи с процессами, происходившими при распаде СССР и восстановлении независимости Эстонии, стали ослабляться действовавшие в СССР экономические связи. Руководство «Таллэкса» во главе с генеральным директором П. Трейером стремилось к большей автономии предприятия, и в декабре 1990 года «Таллэкс» из ведения Министерства тяжёлого машиностроения СССР перешел в подчинение Министерства экономики ЭССР. Несмотря на приобретение предприятием большей независимости, его положение продолжало быстро ухудшаться: «Таллэкс» по-прежнему зависел от прежних поставщиков и покупателей из республик Советского Союза. В новых же условиях поставки материалов и спрос на продукцию быстро сокращались.
В скором времени правительство Эстонии начало приватизацию крупных предприятий страны, в список которых попал и «Таллэкс». Согласно программе, предприятия передавались в собственность созданных их работниками акционерных обществ. При возникновении нескольких обществ приватизация осуществлялась в пользу одного из них на основании конкурса бизнес-планов.
К концу 1991 года на «Таллэксе» возникло два общества: одно возглавлялось генеральным директором П. Трейером, другое — коммерческим директором предприятия А. Сарри (эст. A. Sarri). Несмотря на обращения группы П. Трейера к Председателю Совета министров ЭССР Э. Сависаару с предложением создать государственное акционерное общество, Советом министров Эстонии был объявлен конкурс, победителем которого стала вторая группа, и завод был приватизирован акционерным обществом AS Eesti Talleks, возглавляемым А. Сарри. Группа П. Трейера оспорила решение в суде, и спустя несколько месяцев Городской суд Таллина (эст. Tallinna Linnakohus) объявил приватизацию незаконной. После нескольких апелляций в первой половине 1993 года Рийгикогу объявил приватизацию 1991 года недействительной. Однако вскоре Рийгикогу принимает закон, позволяющий правительству продать имущество «Таллэкса» по своему усмотрению. В июле 1993 года правительство республики принимает решение снова приватизировать «Таллэкс» в пользу AS Eesti Talleks. Договор о покупке имущества подписывается в октябре 1993 года.
Потраченное на судебные разбирательство время обернулось для предприятия большими потерями. Были провалены попытки создать совместные предприятия с партнёрами из Финляндии и США, финансовые средства предприятия были заморожены судом на долгое время. Из-за этих трудностей, а также из-за разрыва необходимых для успешного существования предприятия связей с поставщиками и покупателями из республик бывшего СССР, продолжилось резкое уменьшение продаж, падение производства и сокращение коллектива. Новые владельцы стали распродавать имущество предприятия, производственные помещения сносились, а сохранившимся было найдено другое применение. Таким образом, в начале 1990-х годов «Таллэкс» прекратил своё существование как крупное машиностроительное предприятие. На месте таллинского завода и его филиалов возникло несколько небольших фирм, часть из которых продолжила самостоятельное производство.

### Современное состояние
Уже в процессе приватизации «Таллэкса» акционерным обществом AS Eesti Talleks производство экскаваторов на предприятии было практически свёрнуто. Предприятие было разделено на ряд отдельных фирм, которые в дальнейшем функционировали самостоятельно, ряд из них затем неоднократно сменил владельцев. В начале 2010-х годов состояние бывшего головного предприятия и его филиалов таково.
- Акционерное общество AS Eesti Talleks, ставшее юридическим преемником ПО «Таллэкс» и унаследовавшее его название, по состоянию на 2013 год напрямую не связано с производством[25]. Дочерней компанией AS Eesti Talleks является акционерное общество AS Ferreks TT, образованное в 1992 году на базе таллинских производственных подразделений «Таллэкса». AS Ferreks TT занимается производством металлоемких сложных металлоконструкций специального назначения[8].

- Акционерное общество Paide Masinatehas AS (акционерное общество «Пайдеский машиностроительный завод») в Пайде продолжает машиностроительное производство. Предприятие изготавливает сварные конструкции, а также зубчатые колеса, звёздочки, конвейеры, снегоуборочную технику и проч.[26]
- Акционерное общество OÜ Mõisaküla Masinatehas (акционерное общество «Мыйзакюлаский машиностроительный завод») в Мыйзакюла является наследником Мыйзакюлаского экскаваторного завода ПО «Таллэкс», оно продолжает производить и продавать сельскохозяйственную и строительную технику, включая цепные траншейные экскаваторы ЭТЦ-1607-1[27].
- Наследником вильяндиского отделения ПО «Таллэкс» является акционерное общество AS BHC (основано в 1993 году как дочернее предприятие AS Eesti Talleks, впоследствии сменило несколько владельцев и названий). Оно производит и продает гидроцилиндры[1].
- Цеха таллинского предприятия ПО «Таллэкс» на Мустамяэ теэ переоборудованы в торговые помещения, в них располагаются магазины EKS kaubamaja, Vaibaparadiis и другие предприятия; располагающаяся поблизости остановка общественного транспорта на Мустамяэ теэ, ранее называвшаяся «Таллэкс», переименована в Välja.
- На месте снесённого в начале 2000-х годов хоккейного стадиона расположен автоцентр.

## Филиалы и отделения
В составе производственного объединения «Таллэкс» имелось три филиала — по одному в городах Пайде, Мыйзакюла и Вильянди. Кроме того, изготовлением и обработкой комплектующих для предприятия занималось несколько организаций, не входящих в состав объединения.

### Вильяндиский машиностроительный завод
В 1905 году в Вильянди была основана машиностроительная фабрика, которая сначала занималась производством техники для деревообрабатывающей и торфодобывающей промышленности. В начале 1930-х годов она производила самолёты, в конце 1930-х годов изготавливала корпуса для автобусов и выполняло другие заказы. В советское время фабрика стала называться Вильяндиским механическим заводом. В 1960 году завод был присоединён к Таллинскому экскаваторному заводу и получил название Вильяндиского цеха. Тем самым он стал первым из трёх заводов, перешедших в подчинение таллинского предприятия. После образования ПО «Таллэкс» вильяндиский филиал был переименован в Вильяндиский машиностроительный завод. Основной специализацией завода было производство различных гидросистем: цилиндров, гидрораспределителей, клапанов и прочее.
После приватизации «Таллэкса» в 1992 году вильяндиский завод несколько раз менял владельцев и названия. Акционерное общество AS BHC является наследником Вильяндиского машиностроительного завода, оно производит и продает гидроцилиндры.

### Мыйзакюлаский экскаваторный завод
В конце XIX-го века началось строительство железной дороги Пярну-Валга. В месте её ответвления на Вильянди возник посёлок Мыйзакюла, где был построен Железнодорожный завод для ремонта подвижного состава. Завод подвергся разрушению во время боёв в сентябре 1944 года и был восстановлен после войны. В 1948 году завод был разделён на вагонное депо и тепловозное депо. В 1960 году тепловозное депо переименовали в Механический завод.
В 1961 году завод был передан в подчинение Таллинского экскаваторного завода и получил название Мыйзакюлаский механический цех № 2 (с 1963 года — Мыйзакюлаский цех). В 1975 году, после образования производственного объединения, предприятие стало называться Мыйзакюласким экскаваторным заводом ПО «Таллэкс».
Основной задачей Мыйзакюлаского филиала был выпуск цепных траншейных экскаваторов на базе пневмоколёсных тракторов. Здесь производились следующие модели: ЭТН-124, ЭТЦ-161, ЭТЦ-165, ЭТЦ-165А, ЭТЦ-1607. Завод также производил небольшие детали для комплектации экскаваторов головного предприятия и, помимо того, товары широкого потребления.
После приватизации «Таллэкса» на основе Мыйзакюлаского филиала в августе 1993 года было создано акционерное общество ET Mõisaküla AS. В 2010 году предприятие обанкротилось, его имущество было выкуплено фирмой OÜ Mõisaküla Masinatehas (акционерное общество «Мыйзакюлаский машиностроительный завод»). Завод продолжает производить пневмоколёсные траншейные экскаваторы (модель ЭТЦ-1607-1), навесное оборудование для тракторов и т. п.

### Пайдеский машиностроительный завод
В середине 1940-х годов на месте бывшей спичечной фабрики была построена Механическая центральная ремонтная мастерская. В 1947 году здесь был выпущен первый советский автогрейдер В-1. В последующем на предприятии, переименованном в 1950 году в Пайдеский завод дорожных машин, были созданы более совершенные модели грейдеров вплоть до В-10. После появления ГОСТа на грейдеры в 1958 году на заводе был спроектирован грейдер Д-512, серийное производство которого продолжалось с 1963 по 1966 год. Всего за время существования предприятия было выпущено 4348 автогрейдеров 46, гудронаторов и 210 плужных снегоочистителей.
В 1962 году Пайдеский завод дорожных машин был присоединён к Таллинскому экскаваторному заводу и стал одним из его цехов. С 1966 года выпуск грейдеров был прекращён, и основной продукцией завода стали комплектующие к экскаваторам, выпускавшимся головным предприятием. После образования ПО «Таллэкс» в 1975 году пайдеский цех был переименован в Пайдеский машиностроительный завод. К середине 1980-х годов число работников филиала составляло 220 человек, 13 % от всего персонала предприятия, продукция филиала составляла около 20 % от всей продукции «Таллэкса». В Пайде изготавливалось более 70 типов узлов и 1000 типов деталей, филиал также выпускал товары широкого потребления. В 1993 году после приватизации «Таллэкса» предприятие было преобразовано в акционерное общество Paide Masinatehas AS (АО «Пайдеский машиностроительный завод»).

### Кооперация
В изготовлении продукции для «Таллэкса» участвовали также организации, не входящие в его состав. Ниже перечислены основные из них.
В 1972 году в расположенном в Виртсу колхозе «Виртсу калур» (эст. Virtsu kalur — «Рыбак Виртсу»; позже колхоз был объединён с колхозом «Хаапсалу калур», образовав укрупнённый колхоз «Ляэне калур» —эст. Lääne kalur, «Западный рыбак») началось изготовление приводных цепей и их элементов для узкотраншейных экскаваторов ЭТЦ-161 и ЭТЦ-165/165А, производившихся в Мыйзакюла. Детали изготавливались в исправительно-трудовой колонии и на заводе.
Продукция для завода производилась также в трёх исправительно-трудовых колониях, находившихся в распоряжении Министерства внутренних дел. Колония с шифром 970 располагалась в Таллине, колонии 971 и 984 — в Вазалемма. Первая из них изготавливала приводные цепи для экскаваторов-дреноукладчиков. Поскольку станочный парк в колонии был старым, а трудовой состав часто менялся, то в колонии производились лишь простые операции, не требовавшие высокого качества; доводка изделий осуществлялась в Пайде и в Таллине. В колонии 971 производились трудоёмкие сварные работы и осуществлялась механическая обработка деталей. В колонии 984 изготавливались ковши для многоковшовых экскаваторов.
Кроме того, осуществлялась кооперация с множеством других предприятий и организаций, в том числе с таллинскими заводами «Двигатель», «Ильмарине», судоремонтным заводом и другими, с мастерскими и заводами в Сауэ, Козе-Ууэмыйза и в других местах. «Таллэкс» получал материалы и детали с предприятий Москвы, Ленинграда, Риги, Калинина, Иванова, Коврова, Минска, Харькова, Волгограда, Кутаиси и других городов.

## Продукция
Основной продукцией производственного объединения «Таллэкс» являлись цепные траншейные экскаваторы и экскаваторы-дреноукладчики. За время своего существования предприятие изготовило более 54 тысяч экскаваторов. Кроме того, на таллинском заводе серийно выпускались погрузчики-бульдозеры Д-442 (на базе трактора ДТ-55А-С2; производство начато на таллинском заводе в 1960 году и продолжалось до 1966 года, всего изготовлено 3803 экземпляра). Пайдеский филиал до 1966 года выпускал автогрейдеры: произведено 625 машин типа В-10 и 1675 (по другим данным 1676) типа Д-512. Ряд изделий производился по специальному заказу. Помимо продукции машиностроения, объединения производило товары широкого потребления и другую продукцию.
Экскаваторы, серийно изготавливавшиеся объединением, относились к трём типам: экскаваторы-дреноукладчики; узкотраншейные экскаваторы с баровым рабочим органом на базе колёсного трактора; мощные траншейные экскаваторы с баровым рабочим органом на базе трактора Т-130.

### Экскаваторы-дреноукладчики
Первый экскаватор-дреноукладчик ЭТН-142 был изготовлен в 1956 году, модель была разработана киевским заводом «Красный экскаватор» и её производство было передано на Таллинский экскаваторный завод. Серийное производство началось в 1957 году. Модель производилась до 1960 года, всего было произведено 1287 экземпляров.
В 1960 году завод начал производство первой самостоятельно разработанной модели ЭТН-171. Производство продолжалось до 1967 года, было выпущено 3664 экземпляра. Эта модель завоевала в 1964 году золотую медаль на Выставке достижений народного хозяйства СССР.
В 1963 году была изготовлена пробная серия новой, усовершенствованной модели ЭТЦ-181. Модель отличалась более высокой производительностью и надёжностью, более совершенными техническими решениями и была конструктивно проще по сравнению с ЭТН-171. После дополнительной доработки модели был присвоен индекс ЭТЦ-202. Пробная серия ЭТЦ-202 была изготовлена в 1965 году, серийное производство началось в 1967 году. К моменту окончания её производства в 1972 году было изготовлено 6414 машин. В 1965 году была изготовлена также пробная партия общестроительной модификации ЭТЦ-201. Узлы ЭТЦ-201 и ЭТЦ-202 были в значительной мере унифицированы между собой и с ЭТЦ-181.
В 1968—1971 на базе ЭТЦ-202А была разработана и изготовлена небольшая партия узкотраншейных экскаваторов-дреноукладчиков ЭТЦ-163 (59 машин). Рабочий орган этого экскаватора унифицировался с выпускавшимися в то же время пневмоколёсными траншейными экскаваторами ЭТЦ-161.
В 1971 году на основе модели ЭТЦ-202 была разработана и с 1972 года серийно выпускалась усовершенствованная модель ЭТЦ-202А, приспособленная под укладку пластмассовых дренажных труб. Её производство продолжалось до 1983 года, всего было изготовлено 15 472 машины.

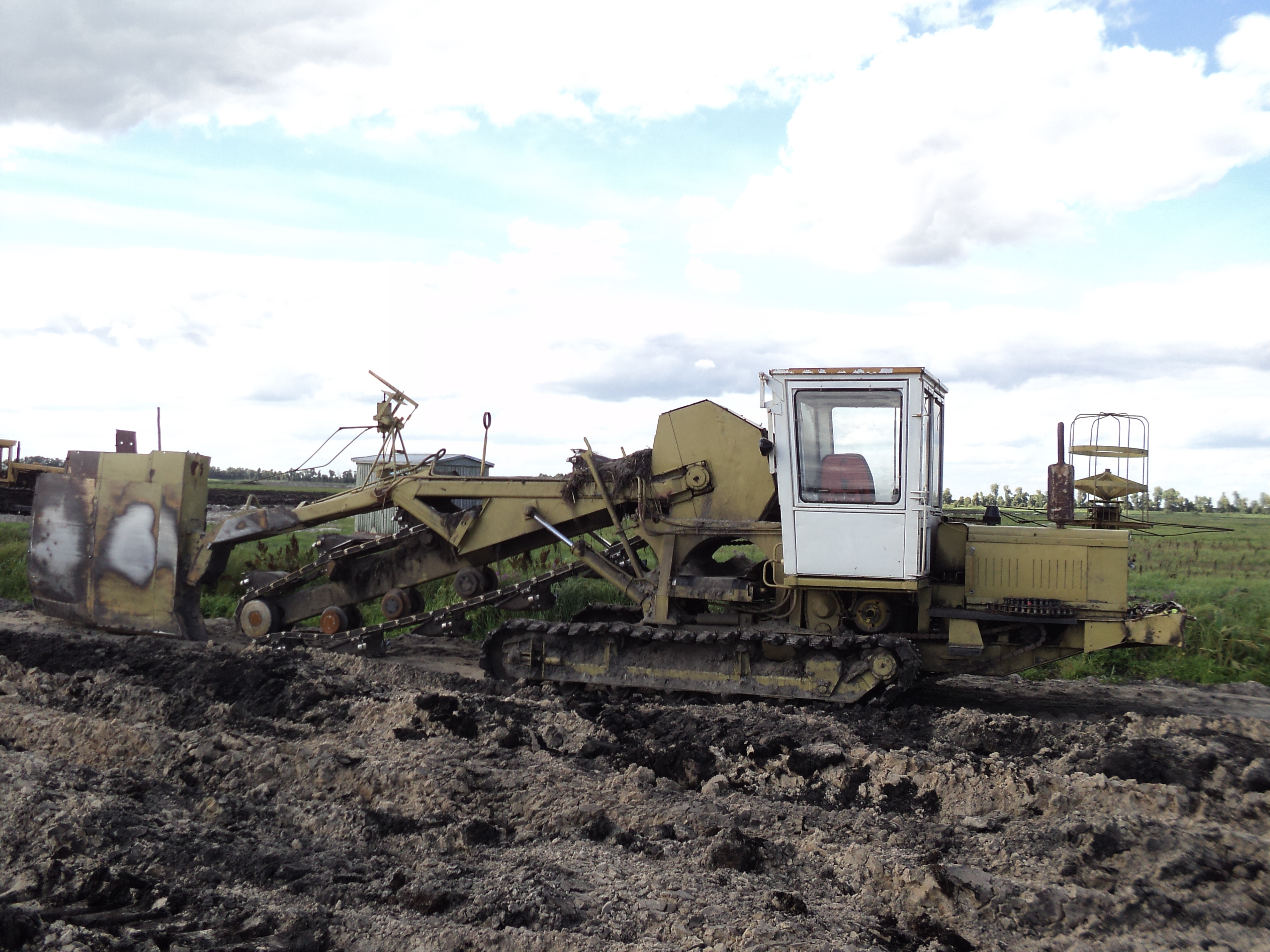
ЭТЦ-2011-2 в Белоруссии. Брестская область, 2011 год.

В 1983 году в серийное производство пошла следующая доработанная модель этого экскаватора, ЭТЦ-202Б. До 1989 года предприятие изготовило 5639 машин этого типа.
В 1988 году на смену этой модели пришла доработанная модель ЭТЦ-2011 с пониженным уровнем шума и вибраций. Существовало два варианта модели — узотраншейный ЭТЦ-2011-1 с шириной траншеи 0,25 м и широкотраншейный ЭТЦ-2011-2 с шириной траншеи 0,5 м. Серийно выпускался только широкотраншейный вариант, производство узкотраншейного варианта ограничилось опытной партией. По 1991 год успели изготовить 1683 машины. В 1985 году производились также испытания узкотраншейной модели ЭТЦ-2010, и машина была сочтена перспективной (в частности, впервые в мире все трансмиссии в новом экскаваторе были гидравлическими), однако в серию она не пошла.
Всего с начала производства в 1957 году до 1991 года предприятием было изготовлено более 34 000 экскаваторов-дреноукладчиков всех типов.

### Навесные траншейные экскаваторы на пневмоколёсной базе
В 1959 году начался выпуск цепного траншейного экскаватора ЭТН-123 на базе трактора МТЗ-5, экскаватор являлся доработкой модели ЭТН-122, переданной с киевского завода «Красный экскаватор». Модель имела открытую кабину, глубина копания составляла 1,2 метра. За два года было изготовлено 203 экземпляра.
В 1961 году, после включения завода в Мыйзакюла в состав таллинского предприятия, производство пневмоколёсных траншейных экскаваторов было перенесено в Мыйзакюла. В том же году там было развёрнуто производство модели ЭТН-124 на базе трактора МТЗ-5ЛС. Модель являлась модернизированной версией ЭТН-123 и снабжалась закрытой кабиной. Её выпуск продолжался до 1964 года, было произведено 764 машины.
В 1964 году произошёл переход на модель ЭТЦ-161 (на базе трактора МТЗ-50), которая производилась по 1978 год. Благодаря более высокой мощности базовой машины удалось увеличить глубину копания до 1,6 метра. Всего была выпущена 6271 машина этого типа.
С 1975 года по 1985 год выпускалась модель ЭТЦ-165 на базе трактора МТЗ-82, произведено 5445 машин. Эта модель стала основой для всех последующих траншейных экскаваторов, производившихся в Мыйзакюла. От неё же унаследованы основные черты до сих пор выпускаемых в России навесных агрегатов для траншеекопателей.
К 1985 году предприятием, совместно с НПО «ВНИИземмаш», была проведена работа по модернизации модели ЭТЦ-165 с целью большей унификации с выпускавшимися «Таллэксом» экскаватором-дреноукладчиком ЭТЦ-202А. Также была увеличена надёжность и производительность машины. Модернизированному варианту был присвоен Государственный знак качества, он получил индекс ЭТЦ-165А. Производство ЭТЦ-165А продолжалось с 1985 до 1989 года. Был изготовлен 4321 экземпляр.
С 1990 года на базе трактора МТЗ-82 началось производство модели ЭТЦ-1607 (дальнейшее развитие ЭТЦ-165А), за два года изготовлено 858 машин.
Всего предприятием в период 1959—1991 было изготовлено 17 862 колёсных траншейных экскаватора.

### Цепные траншейные экскаваторы на базе трактора Т-130
На базе трактора Т-130МГ-1, выпускавшегося Челябинским тракторным заводом, «Таллэкс» производил несколько моделей мощных цепных траншейных экскаваторов, предназначавшихся для работ с мёрзлыми и вечномёрзлыми грунтами, а также с грунтами повышенной прочности (категорий II—IV): экскаватор-дреноукладчик ЭТЦ-206 и цепные траншейные экскаваторы ЭТЦ-208, ЭТЦ-208А, ЭТЦ-208В, ЭТЦ-208Д и ЭТЦ-208Е. Модель ЭТЦ-206 предназначалась для устройства закрытого дренажа в районах с сезонным промерзанием почвы, ЭТЦ-208, ЭТЦ-208А и ЭТЦ-208В — для прокладки траншей шириной 0,6 метров, узкотраншейные модели ЭТЦ-208Д и ЭТЦ-208Е — для строительства крупных газопроводов. Первый экземпляр ЭТЦ-206 был изготовлен в 1979 году. Модели ЭТЦ-208, ЭТЦ-208А и ЭТЦ-208Д были внедрена в 1981 году, в 1982 году началось производство ЭТЦ-208В и в 1983 году — ЭТЦ-208Е. Всего до 1990 года включительно было изготовлено 2632 машины: 152 экземпляра ЭТЦ-206, 2 экземпляра ЭТЦ-208, 604 экземпляра ЭТЦ-208А, 1143 экземпляра ЭТЦ-208В, 704 экземпляра ЭТЦ-208Д и 27 экземпляров ЭТЦ-208Е. В 1984 году экскаватор ЭТЦ-208В получил золотую медаль на международной ярмарке в Брно.

### Объёмы производства экскаваторов
Годовое производство траншейных экскаваторов и экскаваторов-дреноукладчиков на предприятии непрерывно росло с момента его образования в 1956 году до второй половины 1970-х годов. Начавшись с нескольких сотен машин в год, оно достигло 1000 экземпляров в 1966 году, а уже через два года превысило 1500 машин в год. С середины 1970-х годов предприятие выпускало в год более 2000 траншейных и дренажных экскаваторов. Завод производил до 25 % производимых во всём мире многоковшовых экскаваторов-дреноукладчиков. В общем числе экскаваторов всех типов, производившихся в СССР, доля продукции «Таллэкса» составляла 5 %. Годовое производство достигло максимума в конце 1970-х годов, когда оно превышало 2200 машин. При этом наметилась тенденция к уменьшению доли экскаваторов-дреноукладчиков в пользу увеличения доли навесных траншейных экскаваторов на пневмоколёсной базе. Запуск производства экскаваторов на базе трактора Т-130 в начале 1980-х годах мало сказался на годовом количестве произведённых машин; в начале 1980-х годов наметилось небольшое снижение производства (ниже 2100 машин в год), которое через несколько лет сменилось новым повышением. Резкое падение производства пришлось на 1990 год — завод произвёл всего 1043 машины, почти в два раза меньше, чем в предыдущий год.
Предприятие изготовило 1000-й экскаватор в 1959 году, 5000-й в 1965 году, 10-тысячный в 1969 году. В 1975 году был изготовлен 20-тысячный, в 1979 году 30-тысячный и в 1984 году 40-тысячный экскаватор. В 1989 году заводом была выпущена 50-тысячная машина. За все годы существования предприятие выпустило немногим более 54 тысяч экскаваторов (включая опытные и экспериментальные машины), а также немногим более 6 тысяч погрузчиков-бульдозеров, автогрейдеров и сделанных по специальному заказу машин.
Резкий рост производства в 1960-е годы быстро вывел предприятие в лидеры среди советских производителей траншейных экскаваторов. Так, если в 1960 году из общего числа 967 машин, изготовленных всеми предприятиями СССР, завод произвёл 335 машины (то есть 35 %), то уже через пять лет его доля возросла до 830 из 1733 машин, или до 48 %. В 1970 году эта доля составила 1680 машин из 3001, то есть достигла почти 56 %. В 1978 году «Таллэкс» изготовил 2226 (по другим данным 2224) траншейных экскаваторов из общего числа 3390 машин, произведённых в СССР: предприятие выпустило 66 % всех траншейных экскаваторов в стране. Таким образом, из каждых трёх советских траншейных экскаваторов два были изготовлены «Таллэксом».
В следующей таблице приводится количество серийно изготовленных заводом машин по годам. В таблицу включены также модели, выпущенные опытными и малыми сериями (ЭТЦ-201, ЭТЦ-163, ЭТЦ-2010), однако таблица не включает несерийные машины, изготовленные единичными экспериментальными экземплярами (ЭТЦ-162, ЭТЦ-203, ЭТЦ-251 и др.). Таблица не включает также модели ЭТЦ-208 и ЭТЦ-208А.
| Год  | Экскаваторы-дреноукладчики   | Экскаваторы-дреноукладчики | Пневмоколёсные траншейные экскаваторы | Пневмоколёсные траншейные экскаваторы | Экскаваторы на базе трактора Т-130    | Экскаваторы на базе трактора Т-130 | Всего       |
| Год  | Тип                          | Количество                 | Тип                                   | Количество                            | Тип                                   | Количество                         | Всего       |
| ---- | ---------------------------- | -------------------------- | ------------------------------------- | ------------------------------------- | ------------------------------------- | ---------------------------------- | ----------- |
| 1957 | ЭТ-142                       | 301                        |                                       |                                       |                                       |                                    | 301         |
| 1958 | ЭТ-142                       | 456                        |                                       |                                       |                                       |                                    | 456         |
| 1959 | ЭТ-142                       | 420                        | ЭТН-123                               | 50                                    |                                       |                                    | 470         |
| 1960 | ЭТ-142; ЭТН-171              | 182                        | ЭТН-123                               | 153                                   |                                       |                                    | 335         |
| 1961 | ЭТН-171                      | 400                        | ЭТН-124                               | 200                                   |                                       |                                    | 600         |
| 1962 | ЭТН-171                      | 501                        | ЭТН-124                               | 203                                   |                                       |                                    | 703         |
| 1963 | ЭТН-171                      | 550                        | ЭТН-124                               | 200                                   |                                       |                                    | 750         |
| 1964 | ЭТН-171                      | 600                        | ЭТН-124; ЭТЦ-161                      | 201                                   |                                       |                                    | 801         |
| 1965 | ЭТН-171; ЭТЦ-201; ЭТЦ-202    | 650                        | ЭТЦ-161                               | 230                                   |                                       |                                    | 830         |
| 1966 | ЭТН-171                      | 700                        | ЭТЦ-161                               | 300                                   |                                       |                                    | 1000        |
| 1967 | ЭТН-171; ЭТЦ-202             | 928                        | ЭТЦ-161                               | 300                                   |                                       |                                    | 1228        |
| 1968 | ЭТЦ-202; ЭТЦ-163             | 1168                       | ЭТЦ-161                               | 359                                   |                                       |                                    | 1527        |
| 1969 | ЭТЦ-202; ЭТЦ-163             | 1250                       | ЭТЦ-161                               | 379                                   |                                       |                                    | 1629        |
| 1970 | ЭТЦ-202; ЭТЦ-163             | 1295                       | ЭТЦ-161                               | 385                                   |                                       |                                    | 1680        |
| 1971 | ЭТЦ-202; ЭТЦ-202А; ЭТЦ-163   | 1345                       | ЭТЦ-161                               | 430                                   |                                       |                                    | 1775        |
| 1972 | ЭТЦ-202; ЭТЦ-202А            | 1323                       | ЭТЦ-161                               | 505                                   |                                       |                                    | 1828        |
| 1973 | ЭТЦ-202А                     | 1251                       | ЭТЦ-161                               | 525                                   |                                       |                                    | 1776        |
| 1974 | ЭТЦ-202А                     | 1238                       | ЭТЦ-161                               | 597                                   |                                       |                                    | 1835        |
| 1975 | ЭТЦ-202А                     | 1400                       | ЭТЦ-161; ЭТЦ-165                      | 630                                   |                                       |                                    | 2030 (1920) |
| 1976 | ЭТЦ-202А                     | 1570                       | ЭТЦ-161; ЭТЦ-165                      | 651                                   |                                       |                                    | 2221 (2191) |
| 1977 | ЭТЦ-202А                     | 1600                       | ЭТЦ-161; ЭТЦ-165                      | 665                                   |                                       |                                    | 2265 (2226) |
| 1978 | ЭТЦ-202А                     | 1651                       | ЭТЦ-161; ЭТЦ-165                      | 575                                   |                                       |                                    | 2226 (2224) |
| 1979 | ЭТЦ-202А                     | 1644                       | ЭТЦ-161; ЭТЦ-165                      | 582                                   | ЭТЦ-206                               | 1                                  | 2227        |
| 1980 | ЭТЦ-202А                     | 1500                       | ЭТЦ-165                               | 750                                   | ЭТЦ-206                               | 1                                  | 2251 (2250) |
| 1981 | ЭТЦ-202А                     | 1329                       | ЭТЦ-165                               | 871                                   | ЭТЦ-206; ЭТЦ-208Д                     | 32                                 | 2232 (2231) |
| 1982 | ЭТЦ-202А                     | 1065                       | ЭТЦ-165                               | 870                                   | ЭТЦ-206; ЭТЦ-208В; ЭТЦ-208Д           | 120                                | 2055 (2035) |
| 1983 | ЭТЦ-202А; ЭТЦ-202Б           | 1076                       | ЭТЦ-165                               | 789                                   | ЭТЦ-206; ЭТЦ-208В; ЭТЦ-208Д; ЭТЦ-208Е | 180                                | 2045 (2049) |
| 1984 | ЭТЦ-202Б                     | 1071                       | ЭТЦ-165                               | 790                                   | ЭТЦ-206; ЭТЦ-208В; ЭТЦ-208Д; ЭТЦ-208Е | 235                                | 2096        |
| 1985 | ЭТЦ-202Б                     | 1060                       | ЭТЦ-165; ЭТЦ-165А                     | 790                                   | ЭТЦ-206; ЭТЦ-208В; ЭТЦ-208Д; ЭТЦ-208Е | 265                                | 2115        |
| 1986 | ЭТЦ-202Б                     | 1051                       | ЭТЦ-165А                              | 802                                   | ЭТЦ-206; ЭТЦ-208В; ЭТЦ-208Д; ЭТЦ-208Е | 270                                | 2123        |
| 1987 | ЭТЦ-202Б                     | 1100                       | ЭТЦ-165А                              | 805                                   | ЭТЦ-206; ЭТЦ-208В; ЭТЦ-208Д; ЭТЦ-208Е | 289                                | 2194        |
| 1988 | ЭТЦ-202Б; ЭТЦ-2011           | 879                        | ЭТЦ-165А                              | 877                                   | ЭТЦ-208В; ЭТЦ-208Д; ЭТЦ-208Е          | 298                                | 2054        |
| 1989 | ЭТЦ-202Б; ЭТЦ-2010; ЭТЦ-2011 | 913                        | ЭТЦ-165А                              | 913                                   | ЭТЦ-208В; ЭТЦ-208Д; ЭТЦ-208Е          | 155                                | 1981        |
| 1990 | ЭТЦ-2011                     | 602                        | ЭТЦ-1607                              | 259                                   | ЭТЦ-208В; ЭТЦ-208Д (ЭТЦ-208Е)         | 182                                | 1043        |
| 1991 | ЭТЦ-2011                     | 469                        | ЭТЦ-1607                              | 599                                   |                                       |                                    | 1068        |

1. 1 2  Цифры в разделе «Всего», данные жирным шрифтом, являются суммой цифр, приводимых по книге Юксаара (Juksaar, 2012, с. 123—126) и указанных трёх столбцах «Количество». В книге Мяги (Мяги и др., 2003, с. 83) упоминаются также модели ЭТЦ-208 (произведено 2 машины в 1981 году) и ЭТЦ-208А (604 машины в 1981—1988 годах). Эти модели не упоминаются Юксааром и не включены в его цифры. Мяги приводит[42] данные по числу изготовленных экскаваторов-дреноукладчиков за 1966, 1970 и 1979 годы и экскаваторов ЭТЦ-206/ЭТЦ-208/ЭТЦ-208В/ЭТЦ-208Д за 1987 год, эти цифры совпадают с данными Юксаара. Мяги приводит также данные по полному числу изготовленных машин за 1975—1985 годы, которые местами расходятся с указанными Юксааром цифрами. Цифры Мяги, расходящиеся с цифрами Юксаара, приведены в разделе «Всего» в скобках.
2. ↑  Согласно (Juksaar, 2012), производство ЭТЦ-208Д началось в 1981 году, когда было изготовлено 20 машин этого типа. Согласно (Мяги и др., 2003, с. 83), производство ЭТЦ-208Д началось в 1983 году.
3. ↑  Год окончания производства (1989 или 1990) неясен.

### Основные модели, производившиеся «Таллэксом»
В следующей таблице указаны годы производства основных серийных моделей, производившихся предприятием, вместе с количеством изготовленных экземпляров. Таблица включает как экскаваторы, так и другие серийно производившиеся машины, но не включает опытно-серийные модели ЭТЦ-201, ЭТЦ-2010 и ЭТЦ-208, выпущенные единичными экземплярами или малыми партиями (2—11 штук).
|                                       | Модель   | Годы выпуска         | Количество экземпляров | Завод |
| Погрузчики-бульдозеры                 | Д-442    | 1960—1966            | 3803                   | ТЭЗ   |
| Автогрейдеры                          | В-10     | 1962                 | 625                    | ПМЗ   |
| Автогрейдеры                          | Д-512    | 1962—1966            | 1675                   | ПМЗ   |
| Экскаваторы-дреноукладчики            | ЭТН-142  | 1957—1960            | 1287                   | ТЭЗ   |
| Экскаваторы-дреноукладчики            | ЭТН-171  | 1960—1967            | 3664                   | ТЭЗ   |
| Экскаваторы-дреноукладчики            | ЭТЦ-202  | 1967—1972            | 6414                   | ТЭЗ   |
| Экскаваторы-дреноукладчики            | ЭТЦ-163  | 1968—1971            | 59                     | ТЭЗ   |
| Экскаваторы-дреноукладчики            | ЭТЦ-202А | 1971—1983            | 15 472                 | ТЭЗ   |
| Экскаваторы-дреноукладчики            | ЭТЦ-202Б | 1983—1989            | 5639                   | ТЭЗ   |
| Экскаваторы-дреноукладчики            | ЭТЦ-2011 | 1988—1991            | 1683                   | ТЭЗ   |
| Пневмоколёсные траншейные экскаваторы | ЭТН-123  | 1959—1960            | 203                    | ТЭЗ   |
| Пневмоколёсные траншейные экскаваторы | ЭТН-124  | 1961—1964            | 764                    | МЭЗ   |
| Пневмоколёсные траншейные экскаваторы | ЭТЦ-161  | 1964—1978            | 6271                   | МЭЗ   |
| Пневмоколёсные траншейные экскаваторы | ЭТЦ-165  | 1975—1985            | 5445                   | МЭЗ   |
| Пневмоколёсные траншейные экскаваторы | ЭТЦ-165А | 1985—1989            | 4321                   | МЭЗ   |
| Пневмоколёсные траншейные экскаваторы | ЭТЦ-1607 | 1990—1991            | 858                    | МЭЗ   |
| Экскаваторы на базе Т-130             | ЭТЦ-206  | 1979—1987            | 152                    | ТЭЗ   |
| Экскаваторы на базе Т-130             | ЭТЦ-208А | 1981—1988            | 604                    | ТЭЗ   |
| Экскаваторы на базе Т-130             | ЭТЦ-208В | 1982—1990            | 1143                   | ТЭЗ   |
| Экскаваторы на базе Т-130             | ЭТЦ-208Д | 1981—1990            | 704                    | ТЭЗ   |
| Экскаваторы на базе Т-130             | ЭТЦ-208Е | 1983—1989 (или 1990) | 27                     | ТЭЗ   |

1. ↑  ТЭЗ — Таллинский экскаваторный завод, МЭЗ — Мыйзакюлаский экскаваторный завод, ПМЗ — Пайдеский машиностроительный завод.
2. ↑  По другим данным 3804 (Мяги и др., 2003, с. 84).
3. ↑  Выпускался с 1956 года; до объединения пайдеского завода с таллинским в 1962 году было выпущено ещё 1415 машин, всего 2040 машин.
4. ↑  По другим данным 1676 (Juksaar, 2012, с. 128; Мяги и др., 2003, с. 84).
5. ↑  Год окончания производства (1989 или 1990) неясен.

### Не пошедшие в серию и мелкосерийные модели
Конструкторами завода были разработаны и выпускались опытными или малыми партиями, но по разным причинам не пошли в серию ряд моделей. К ним относятся следующие машиы: ЭТ-151; ЭТЦ-172 (дреноукладчик, один из ранних вариантов ЭТЦ-202); ЭТЦ-181 (предшественник ЭТЦ-202); ЭТЦ-201 (общестроительная модификация ЭТЦ-202, был выпущен только опытной партией в количестве 5 штук); ЭТЦ-203 (колёсный вариант дреноукладчиков ЭТЦ-181 и ЭТЦ-202); ЭТЦ-251 (дреноукладчик с повышенной глубиной копания на базе ЭТЦ-202); ЭТЦ-162 (представлял собой узкотраншейный экскаватор со скребковым рабочим органом на базе гусеничного трактора); ЭТЦ-2010 (полностью гидрофицированный узкотраншейный экскаватор-дреноукладчик со скребковым рабочим органом, выпущен опытной партией в количестве 11 штук); погрузчик на базе ЭТЦ-165; погрузчик на базе трактора ДТ-54. По заказу Йемена и Афганистана мелкими партиями изготавливался бульдозер «Таллэкс» на базе трактора МТЗ-80/82. В конце 1980-х годов был разработан мини-трактор MA-6210 и была изготовлена небольшая опытная партия в количестве нескольких экземпляров, но приватизация завода помешала наладить его выпуск.

### Другая продукция
Помимо продукции машиностроения, «Таллэкс» изготавливал и другие изделия, в том числе товары широкого потребления. В 1990 году в денежном исчислении производство экскаваторов составило 77 %, товары широкого потребления 11 %, запасные части к экскаваторам и другим машинам 8 %, прочая продукция (исполнение различных заказов и другие работы) 4 %. Номенклатура товаров широкого потребления насчитывала 20 наименований, в том числе гаражные рабочие столы, гаражные стулья, автомобильные багажные рамы с креплениями (устанавливаемые на крышу автомобиля), буксирные крюки для автомобилей, решётки разного типа для сушки белья, шлифовальные устройства для ремонтно-строительных работ, и т. п.

### Экспорт
За всё время производства «Таллэкс» изготовил 8065 экспортных экскаваторов и бульдозеров, число экспортированных колёсных машин составило 3952 единицы, гусеничных — 4113 единицы; из полного числа произведённых колёсных экскаваторов и экскаваторов-дреноукладчиков это составляет около одной шестой. К 1970 году доля экспорта составляла около 15 %, число стран-экспортёров продукции предприятия составляло 24. Через 10 лет число экспортёров превысило 40 стран, в 5 странах «Таллэкс» имел торговые представительства, доля экспортируемой продукции достигла 20 %. По состоянию на 1991 год продукция экспортировалась более чем в 50 стран. Крупнейшими импортёрами продукции были Польша, Чехословакия и Восточная Германия, значительное число машин было отправлено в следующие страны:
| Страна             | Количество экземпляров |
| ------------------ | ---------------------- |
| Польша             | 2718                   |
| Чехословакия       | 1567                   |
| Восточная Германия | 821                    |
| Румыния            | 636                    |
| Болгария           | 630                    |
| Венгрия            | 482                    |
| Ирак               | 469                    |
| Афганистан         | 319                    |
| Куба               | 111                    |
| Египет             | 101                    |
| Франция            | 66                     |

Небольшими партиями и единичными экземплярами продукция отправлялась также в Аргентину, Иран, Сирию, ЙАР, Великобританию, Грецию, Норвегию, Австралию и другие страны. Для Ирака была изготовлена специальная партия ЭТЦ-202А, изготовленная с учётом климатических условий. Для НДРЙ и Афганистана по специальному заказу изготавливался бульдозер «Таллэкс». Для обслуживания этой техники специалисты «Таллэкса» проводили по два-три года в командировках в странах-экспортёрах.
В 1980 году «Таллэкс» был награждён международной премией «Золотой Меркурий». Вручение 246 премий состоялось в Москве 15 октября. «Таллэкс» стал единственным предприятием из ЭССР, награждённым этой премией.
Продукция предприятия ежегодно экспонировалась на международных выставках и ярмарках, всего продукция «Таллэкса» представлялась на таких мероприятиях более 100 раз.

## Память об машинах «Таллэкса»
- В 1979 году на Украине в Ровенской области, поблизости села Мирное, был установлен Памятник мелиораторам. Памятник представляет собой экскаватор ЭТЦ-202, расположенный на постаменте[48][49][50].

- В 2008 году в Подмосковье в посёлке Уваровка был установлен памятник экскаватору ЭТЦ-2011. Памятник представляет собой экскаватор ЭТЦ-2011-2, расположенный на постаменте. Надпись на табличке гласит: «ЭТЦ-2011 экскаватор траншейный цепной. Мелиорация (улучшение) земель — основа эффективного ведения сельского хозяйства». Памятник установлен коллективом ПМК-22 «Водострой»[51].

- В Эстонском сельскохозяйственном музее находятся экземпляры экскаваторов-дреноукладчиков ЭТН-142, ЭТН-171, а также изготовленный в 1972 году экземпляр ЭТЦ-202.
- В Латвийском сельскохозяйственном музее «Калеи» в городе Талси имеется экземпляр ЭТЦ-2011-2 выпуска 1989 года.
- Экземпляры автогрейдера Д-512 находятся в экспозициях Эстонского дорожного музея и Приюта старой техники Ярва-Яани[52][53].

- Экземпляр автогрейдера В-10 находится в экспозиции Эстонского дорожного музея[52].

## Награды
Предприятие, его продукция и его сотрудники неоднократно удостаивались правительственных и международных наград. К самым высоким наградам относятся следующие.

### Предприятие
- В 1976 году производственное объединение «Таллэкс» было награждено Орденом Трудового Красного знамени[13].
- В 1980 году «Таллэкс» был награждён международной премией «Золотой Меркурий»[1][9].

### Продукция
- В 1964 году экскаватор ЭТН-171 получил золотую медаль на Выставке достижений народного хозяйства СССР.
- В 1969 году экскаватор ЭТЦ-161 получил золотую медаль на международной ярмарке в Лейпциге[45]. В 1972 году экскаватору был присвоен государственный знак качества[2].
- В 1984 году экскаватор ЭТЦ-208В получил золотую медаль на международной ярмарке в Брно[13][39].

### Сотрудники
- В 1970 году генеральный директор завод Э. А. Иннос, главный инженер Э. Н. Шкневский и ряд других работников предприятия (Х. Хунт, В. Краузе, Э. Марк, А. Суурпере, П. Трейер, Х. Вийрок, Э. Соонвальд, К. Гайлит, Н. Карев, К. Райдма) были удостоены Государственной премии ЭССР за создание, организацию серийного производства и внедрение в народное хозяйство предназначенных для мелиоративных работ цепных траншейных экскаваторов ЭТН-171 и ЭТЦ-202 и предназначенного для нужд связи и энергетики экскаватора ЭТЦ-161 (эст. „Maaparandustööde jaoks kett-tranšee-ekskavaatorite ETN-171 ja ETZ-202 ning side ja energeetika vajadusteks ekskavaatori ETZ-161 loomine, seeriaviisilise tootmise organiseerimise ja rahvamajandusse juurutamine“)[1][9].
- В 1977 году Э. А. Инносу, главному инженеру Э. Н. Шкневскому, главному конструктору Ф. И. Пустынскому и машинисту экскаватора К. А. Меримаа была присуждена Государственная премия СССР в области техники за создание и освоение серийного производства высокопроизводительных экскаваторов-дреноукладчиков и широкое внедрение их в мелиоративное строительство на осушаемых землях СССР[54].

- В 1981 году бригадир токарей «Таллэкса» В. Р. Лийв был удостоен звания Героя Социалистического Труда[55].

- Ряд сотрудников предприятия удостаивались почётных званий: заслуженного инженера, заслуженного изобретателя, заслуженного рационализатора и проч.[9]

## Хоккейный клуб «Таллэкс»
В 1960 году при экскаваторном заводе был создан хоккейный клуб, получивший название «Экскаватор». Его игроками стали работники завода. Первый крупный успех был достигнут уже через два года, когда команда завоевала серебряную медаль республиканского чемпионата, а в 1963 году команда в первый раз стала чемпионом ЭССР. Этот успех удалось повторить ещё три раза — в 1966, 1978 и 1981 годах. Кроме того, клуб 12 раз становился серебряным и 7 раз бронзовым призёром чемпионата республики. Команда также неоднократно выступала во второй и в первой лиге чемпионатов СССР. После образования ПО «Таллэкс» клуб изменил название и с 1976 года выступал под названием «Таллэкс». Благодаря усилиям директора предприятия Э. Инноса, на территории таллинского завода (со стороны Палдиского шоссе) в 1967 году был открыт ледовый стадион для тренировок в теплое время года.
Последним достижением команды стала серебряная медаль на республиканском чемпионате 1990 года. После приватизации предприятия в 1992 году хоккейный клуб прекратил существование. Хоккейный стадион был сдан в аренду, а в начале 2000-х годов снесён.

## Предприятия СССР, производившие аналогичную продукцию
- Брянский завод ирригационных машин (Брянск), сегодня ПО «Ирмаш». Освоил производство траншейных экскаваторов для нужд мелиорации и нефтегазовой промышленности 1960-х годах. Являлся одним из ведущих производителей роторных траншейных экскаваторов в СССР. Производил модели ЭР-7АМ, ЭТР-122, ЭТР-204, экскаваторы-каналокопатели ЭТР-206, ЭТР-301 и др.[3]
- Брянский завод дорожных машин «Дормаш» (Брянск), сегодня ЗАО Брянский арсенал. С середины 1960-х годов выпускал цепные траншейные экскаваторы Д-658, которые вскоре были заменены моделью Д-659 и её модификациями, а затем моделью ЭТЦ-406. В начале 1970-х годов освоен выпуск роторных экскаваторов ЭТР-253А[3].
- Дмитровский экскаваторный завод (Дмитров) — один из первых производителей траншейных экскаваторов в СССР. В 1934 году здесь был выпущен первый в Советском Союзе траншейный экскаватор МК-I. До начала 1960-х годов на дмитровском заводе производилось более половины всех советских траншейных экскаваторов. После введения в строй предприятий в Таллине и Брянске доля завода в общем выпуске значительно снизилась. Завод выпускал как цепные, так и роторные машины, а также траншейные экскаваторы для армейских нужд. Сегодня ФГУП «Дмитровский экскаваторный завод» продолжает производство траншейных экскаваторов[3].
- «Красный экскаватор» (Киев), сегодня ЗАО «АТЕК». Один из первых производителей траншейных экскаваторов в СССР. В середине 1930-х годов освоено производство траншейного экскаватора МК-II. Во второй половине 1950-х годов начато производство цепного траншейного экскаватора ЭТ-141. Следующая модель ЭТ-142 была разработана совместно с инженерами Таллинского экскаваторного завода и передана в Таллин для серийного производства. В 1957 году начато производство ЭТН-122, первого в СССР навесного траншейного экскаватора на базе пневмоколёсного трактора. После модернизации под индексом ЭТН-123 модель производилась в Таллине[1][3].
- Мозырский завод мелиоративных машин (город Мозырь, Белоруссия), сегодня ОАО «Мозырский машиностроительный завод». С 1960-х годов выпускал широкий ассортимент мелиоративной техники, в том числе фрезерные двухроторные каналокопатели (КФН-1200 и КФН-1200А, Д-583 и другие) и двухроторные траншейные экскаваторы (ЭТР-125А) на базе различных тракторов, а также бестраншейные дреноукладчики (МД-4, МД-12 и другие)[3][57].
- Харьковский экскаваторный завод (Харьков), сегодня ЗАО «Стройгидравлика». Начал производство роторных и цепных траншейных экскаваторов в 1960-е годы. В 1982 году профиль завода был изменён (предприятие стало выпускать гидравлическое оборудование), производство траншейных экскаваторов было остановлено.

## Отзывы и мнения
|  | Завод «Таллэкс» — головное предприятие системы СЭВ по выпуску дренажных экскаваторов <...> В цехах завода производят каждый четвертый дренажный экскаватор в мире. Они поставляются не только во все республики нашей страны, но и в 20 зарубежных государств. — Журнал «Стандарты и качество», 1977. |

|  | Технический уровень наших машин соответствовал среднему уровню советской промышленности. Конечно, «Таллэкс» не мог соперничать с техническим уровнем крупных капстран. Наши экскаваторы работали, хотя удобство машин было ниже. Короче было время между ремонтами. Частота аварий была выше. Но в положительном смысле: они были более «дуракоустойчивыми», их эксплуатация была проще, они выдерживали бо́льшие перегрузки и были намного дешевле. — П. Трейер, директор Таллэкса в 1981—1992 годах. |

|  | Машины, созданные и изготовленные под их <инженеров «Таллэкса»> руководством, уменьшали людской труд, который люди вкладывали в добычу каждодневного хлеба для своего стола, и труд по прокладке траншей под различные коммуникации. Изготовление весьма сложных машин требовало от большого количества людей огромной совместной работы. Машины получались настолько хорошими, насколько это позволяли обстановка и условия в те времена. И давайте представим, что на земли Варгамяэ во время жизни Андреса приехал бы экскаватор «Таллэкса» для прокладки осушительных траншей — можно только вообразить себе, с какой огромной благодарностью Андрес благословил бы создателей этой машины. — Р. Сютисте, конструктор «Таллэкса». |

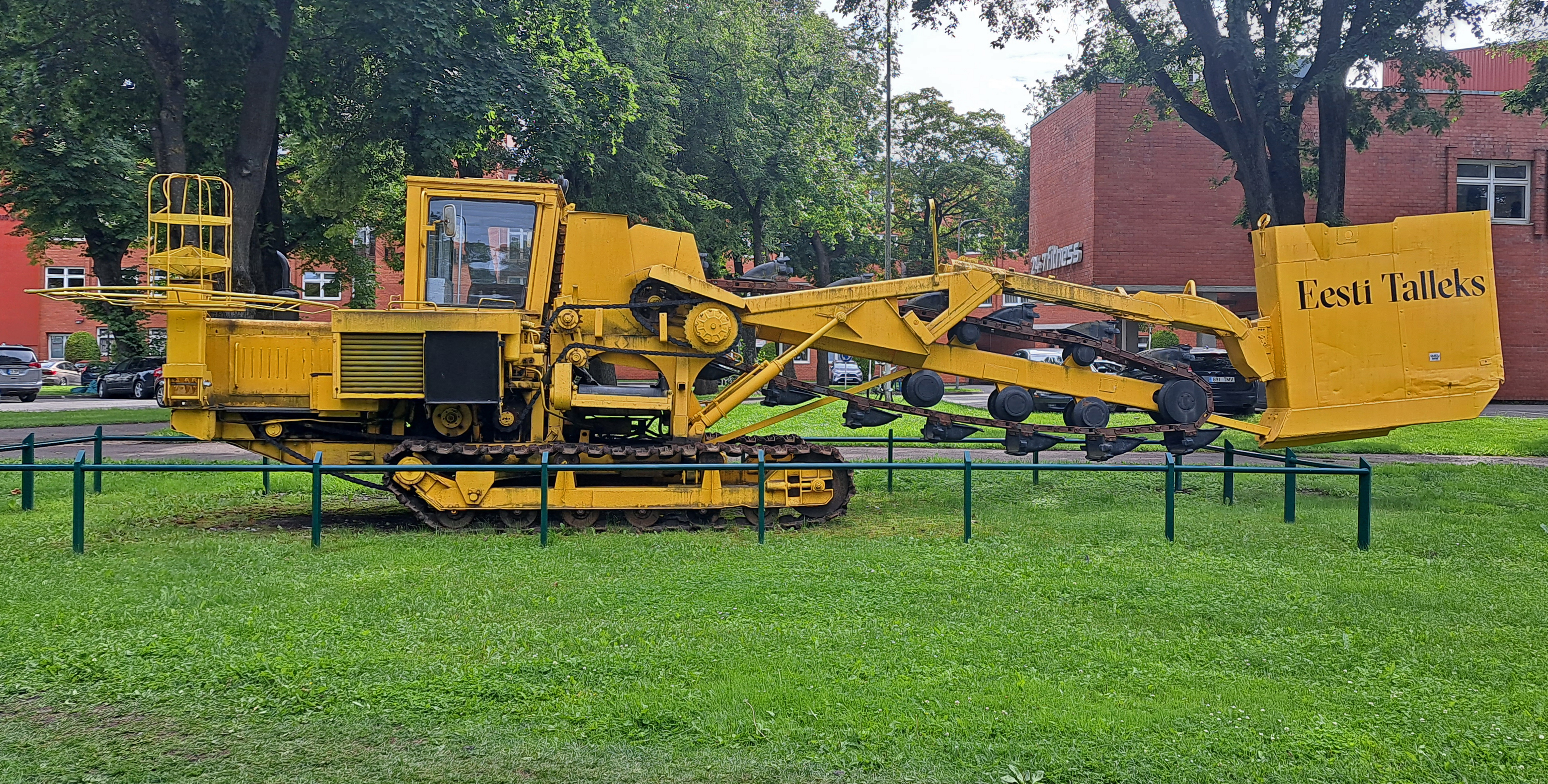
Памятник-экскаватор перед зданиями бывшего завода «Таллэкс»
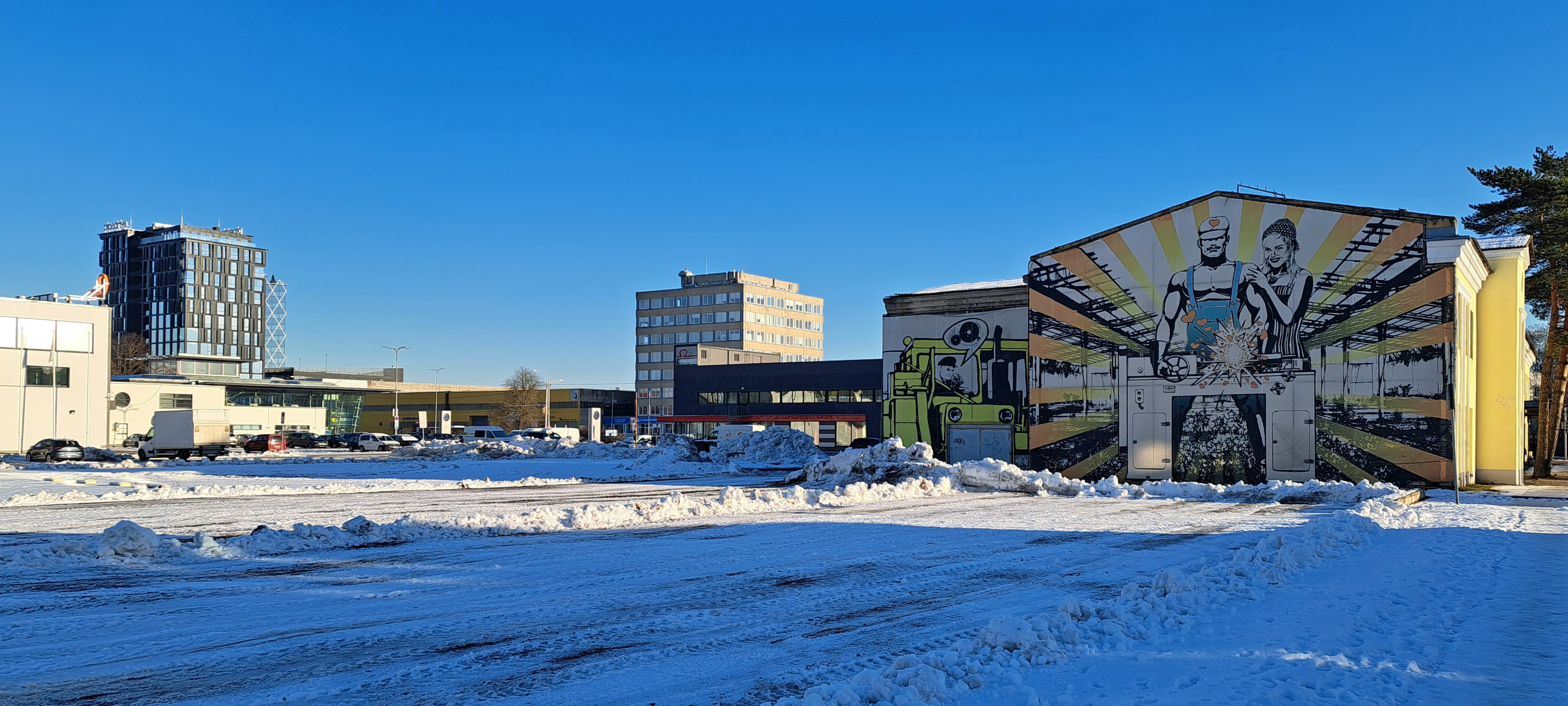
Бывшая территория завода «Таллэкс» в Таллине, 2023 год
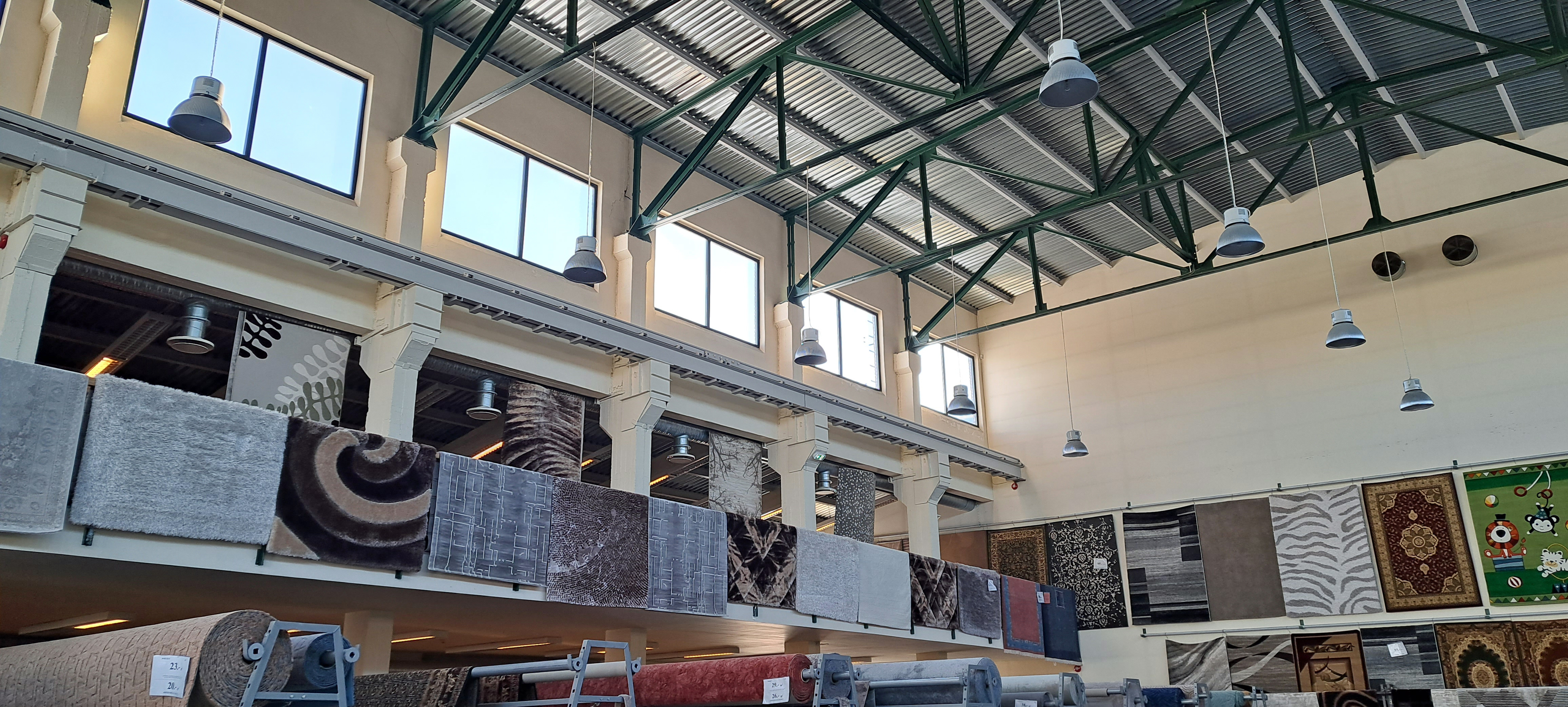
Магазин ковров в одном из цехов завода «Таллэкс»

### Комментарии
1. ↑  Андрес — главный герой эпопеи А. Х. Таммсааре «Правда и справедливость», одного из фундаментальных произведений эстонской литературы.